# Resolució 1016 del Consell de Seguretat de les Nacions Unides
La Resolució 1016 del Consell de Seguretat de les Nacions Unides fou adoptada per unanimitat el 21 de setembre de 1995. Després de recordar totes les resolucions sobre la situació a l'antiga Iugoslàvia, el Consell va demanar més esforços per arribar a una solució política global al conflicte a Bòsnia i Hercegovina i va exigir que tant a Bòsnia i Hercegovina com Croàcia finalitzin la seva ofensiva a l'oest de Bòsnia.
El Consell el preocupava que la situació a Bòsnia i Hercegovina era un crisi humanitària, en particular a causa dels recents combats, la pèrdua de vides, un gran nombre de refugiats i desplaçats i el patiment entre la població civil fruit d'accions militars. També ha lamentat les baixes sofertes pel mantenidors de la pau danesos i va enviar el condol a les famílies dels que havien mort. En aquest sentit, es va instar a totes les parts a que cessessin les hostilitats i observessin l'alto el foc.
Els Estats membres implicats en la promoció d'una solució pacífica en general a la regió van ser cridats a intensificar els seus esforços en conjunt amb les agències d'ajuda humanitària, assenyalant que no podria haver una solució militar al conflicte a Bòsnia i Hercegovina. Es va requerir al Secretari General per proporcionar informació addicional sobre la situació humanitària al Consell tan aviat com sigui possible.